# Hellmuth von Ulmann
Hellmuth von Ulmann (* 23. Juni 1913 in Reval; † 5. September 1987 in Heide) war ein baltischer Organist, Dirigent, Komponist, Journalist und Schriftsteller.

## Leben
Hellmuth von Ulmann verlor im Alter von sechs Jahren die Mutter, sein Vater, ein baltischer Landarzt, starb, als er sechzehn Jahre alt war. Er besuchte das Gymnasium in Dorpat und Reval und studierte 1933 bis 1936 Musikwissenschaft in Reval und Berlin. Zwischen 1937 und 1941 war er als Organist und Theaterkapellmeister in Estland, Konstanz, Neiße und Schwerin tätig, bevor er im Zweiten Weltkrieg Soldat wurde. Nach dem Krieg gründete er in Bad Lauterberg zusammen mit seinem Kameraden Alfred Peglow von Pommern das Harztheater, dessen Lizenzinhaber und  Direktor er bis 1948 war. 1949 arbeitete er zunächst als Zeitungs-Journalist, dann als Redakteur beim Norddeutschen Rundfunk. Daneben betätigte er sich schriftstellerisch.
Von Ulmann heiratete 1982 in dritter Ehe die Schriftstellerin und Lyrikerin Elisabeth von Ulmann (1929–2005). Von 1982 bis 1984 lebten sie gemeinsam zunächst in Itzehoe, von 1984 bis 1987 in Ulm und zuletzt in Heide, wo Hellmuth von Ulmann im September 1987 verstarb. Er wurde auf dem Friedhof in Heide beerdigt.
Elisabeth von Ulmann betreute bis zu ihrem Tod den kompositorischen und schriftstellerischen Nachlass Hellmuth von Ulmanns. Dieser Nachlass ist nunmehr in die Betreuung durch die Elisabeth-von-Ulmann-Gesellschaft e.V. übergegangen, die nach Auflösung als Freundeskreis Elisabeth von Ulmann den Nachlass beider Künstler betreut.

## Kompositionen
- Der Frühling. Kantate für Soli, Chor und Orchester (UA 1934, Reval)
- Baltische Legende für Bariton und Orchester (1936)
- Die Flucht. Tanzspiel in drei Bildern von Anatol Memorsky op. 6
- Eine kleine Schloßmusik. Divertimento im klassischen Stil für Oboe und Streichquartett op. 7 (UA 1938, Mainauer Schlossfestspiele)
- Concerto grosso über das Thema B-A-C-H. Für Streichorchester. Opus 21. [gedruckt: Hans Sikorski, Hamburg 1996]
- Goya. Oper op. 44
- Quartett für 2 Violinen und 2 Celli (UA 1944, Lille)
- Passacaglia und Fuge über BACH für Streicher (1945)
- Praeludium und Fuge in G für Klavier zu zwei Händen (1952/53)
- Symphonie C-Dur (UA 1953, Göttingen)
- Meditation über ein barockes Thema für Orchester (1953)
- Konzert für Orchester (1955)
- Lieder des Abschieds. Fünf Gesänge für tiefe Stimme und Streichtrio.

## Schriften

### Als alleiniger Autor
- Goya. Hinstorffsche Verlagsbuchhandlung, Wismar 1944
- Wanderungen im Weserbergland. Respektlose Notizen zu einer respektablen Topographie. Röver, Bremen 1976 / Brücke-Verlag Schmersow, Hildesheim 1983
- Beinahe ein König. Prinz Heinrich von Preußen, Bruder Friedrichs des Großen. Salzer, Heilbronn 1980 / Ingo Koch Verlag, Rostock 2002; ISBN 978-3-935319-38-6
- Die veruntreute Handschrift. Robert Schumanns Violinkonzert und seine Tragödie. Salzer, Heilbronn 1981
- Meine baltischen Skizzen. Salzer, Heilbronn 1983
- mit Günter Pump: Norddeutsche Städtebilder. Von der See bis an den Harz. Westholsteinische Verlagsanstalt Boyens, Heide 1987 / boyens-medien.de, 1989
- Alle Orgeln von Reval. Erzähltes und Bedachtes. Husum-Druck- und Verlags-Gesellschaft, Husum 1988
- Toccata des Lebens. Ingo Koch Verlag, Rostock 2000; ISBN 978-3-937179-32-2

### Mit Elisabeth von Ulmann
- Heimat haben wir zu werden – Ein Briefwechsel. Edition Herodot, Göttingen 1984, ISBN 3-88694-504-9
- Zeig mir einen Narren. Eugen Salzer, Heilbronn 1987, ISBN 3-7936-0942-1
- Insel des Friedens. C. H. Wäser, Bad Segeberg 1991, ISBN 3-87883-046-7
- Toccata des Lebens. Ingo Koch, Rostock 2004, ISBN 3-937179-32-1
- Elisabeth-von-Ulmann-Gesellschaft e.V. (Hrsg.): Unvermindertes Entzücken – Notizen einer späten Liebe. Books on Demand, Norderstedt 2009, ISBN 978-3-8370-7382-9

### Mit anderen Autoren
- mit Walter Hahn: Wanderungen zu den Herrenhäusern und Gütern im Herzogtum Lauenburg. Viebranz, Schwarzenbek 1981